# Primal Magic
Primal Magic è un album di Strunz & Farah, pubblicato nel 1990.

## Tracce
1. Bola – 5:08
2. Twilight at the Zuq – 4:50
3. Ida y Vuelta – 4:07
4. Rainmaker – 6:11
5. Huixamatli (Luna Llena) – 2:24
6. Canto al Sol – 5:10
7. Anochecer (Nightfall) – 3:53
8. Tierra Verde – 4:35
9. Zumba – 3:46
10. Amazonas – 6:42

## Musicisti
- Jorge Strunz, chitarra (canale sinistro brani 1, 6, 10, canale destro gli altri brani eccetto traccia 5)
- Ardeshir Farah, chitarra (canale destro brani 1, 6, 10, canale sinistro gli altri brani eccetto traccia 5)
- Guillermo Guzmàn, basso elettrico
- Juanito Oliva, Percussioni afrocubane e cajón
- Luis Pérez Ixoneztli, Percussioni precolombiane, winds, voce
- Paul Tchounga, batteria
- Charlie Bisharat, violino
- Joe Heredia, batteria
- Coro Playa Bruja: Luis Pérez, Jorge Strunz, Ardeshir Farah, Kathlyn Powell